# Justina di Stasio

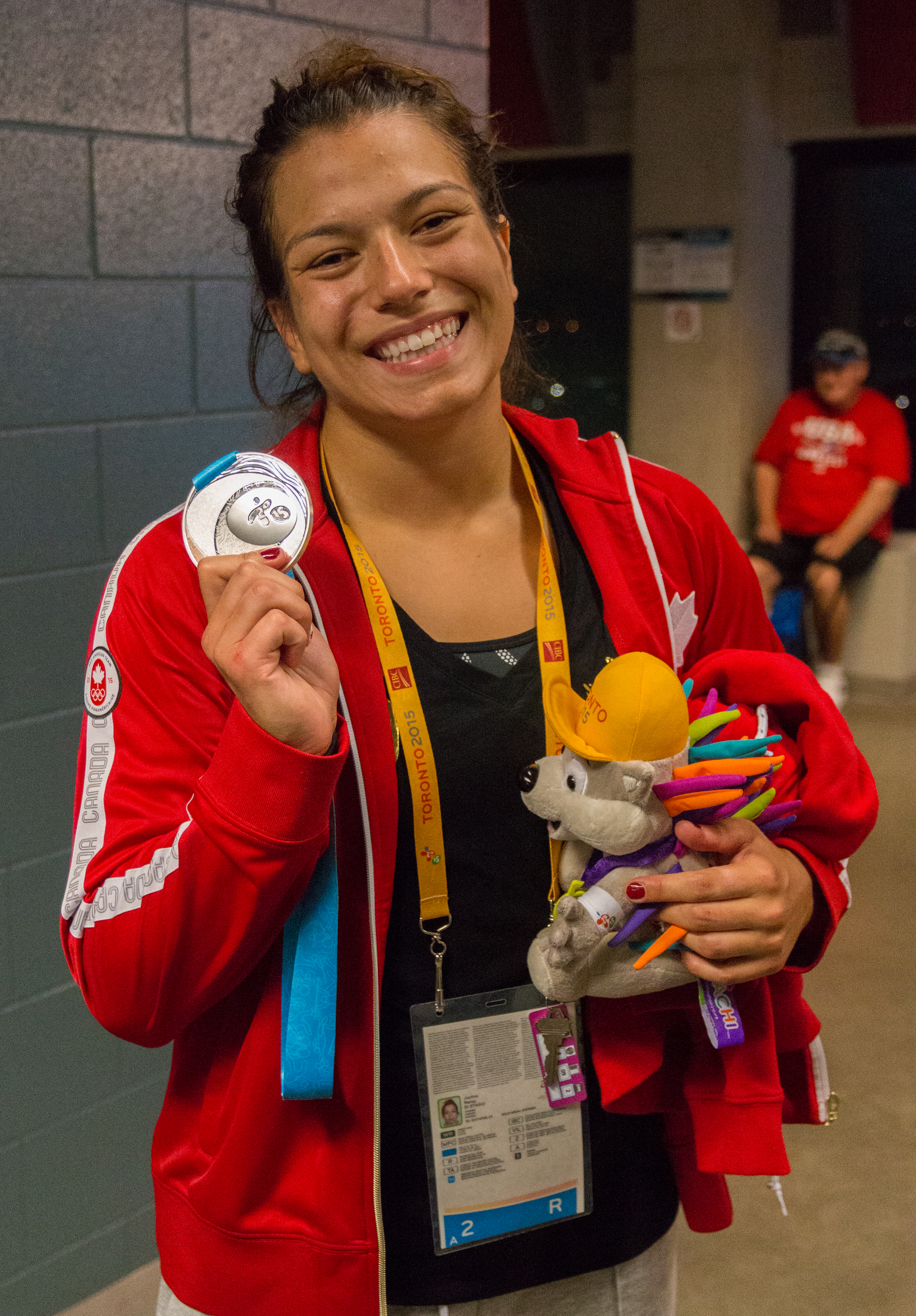
Justina di Stasio, 2015

Justina Renay di Stasio (* 22. November 1992 in Burnaby, British Columbia, Kanada) ist eine kanadische Ringerin. Sie wurde 2018 Weltmeisterin in der Gewichtsklasse bis 72 kg Körpergewicht.

## Werdegang
Justina di Stasio, griechisch-italienischer Abstammung, wuchs in Coquitlam, British Columbia, auf. An der High-School war sie eine vielseitige Sportlerin und entschied sich erst mit 14 Jahren für das Ringen. Als Erwachsene wiegt sie bei einer Größe von 1,71 Metern ca. 75 kg, womit sie der höchsten Gewichtsklasse im Frauenringen angehört. Nach ihrer High-School-Zeit besuchte sie die Simon-Fraser-University in Burnaby und startet für den Burnaby Mountain Wrestling Club (WC). Trainiert wird sie hauptsächlich von Michael Jones und Justin Abdou. Seit einiger Zeit ist sie Assistenz-Trainerin beim Burnaby Wrestling WC.
Ihre Karriere als Ringerin startete sie 2006. 2011 wurde sie kanadische Junioren-Meisterin in der Gewichtsklasse bis 72 kg Körpergewicht. Im gleichen Jahr gab sie bei der Junioren-Weltmeisterschaft in Bukarest in der gleichen Gewichtsklasse ihr Debüt auf der internationalen Ringermatte. Nach zwei Siegen verlor sie dort gegen die Chinesin Zhou Feng und belegte den 7. Platz.
2012, 2013 und 2014 gewann sie bei der kanadischen Meisterschaft in der Gewichtsklasse bis 72 kg jeweils Medaillen und 2015 wurde sie erstmals kanadische Meisterin bei den Frauen. In Kanada hatte bzw. hat sie in ihrer Gewichtsklasse und in der Gewichtsklasse darunter in Dorothy Yeats, der Weltmeisterin von 2013 und in Erica Wiebe, der Olympiasiegerin von 2016, ausgesprochen harte Konkurrenz, gegen die sie sich erst durchsetzten musste, um bei den Olympischen Spielen bzw. Weltmeisterschaften starten zu können. Den Sprung zu den Olympischen Spielen 2016 in Rio de Janeiro schaffte sie aber nicht.
Ihre erste Medaille bei einer internationalen Meisterschaft der Frauen erkämpfte sich Justina di Stasio bei der Panamerikanischen Meisterschaft 2014 in Mexiko-Stadt, wo sie in der Gewichtsklasse bis 67 kg eine Bronzemedaille gewann. 2015 wurde sie in Santiago de Chile Panamerikanische Meisterin on der Gewichtsklasse bis 75 kg vor der starken Kubanerin Lisset Hechevarria Medina. Im gleichen Jahr gewann sie im Juli bei den Panamerikanischen Spielen in Toronto in der Gewichtsklasse bis 75 kg hinter der US-Amerikanerin Adeline Gray die Silbermedaille. Im September 2015 wurde Justina di Stasio in Las Vegas in der Gewichtsklasse bis 75 kg erstmals bei einer Weltmeisterschaft der Frauen eingesetzt. Sie verlor dort ihren ersten Kampf gegen Wassilissa Marsaljuk aus Weißrussland nach Punkten. Die Marsaliuk das Finale nicht erreichte, schied sie aus und kam nur auf den 19. Platz.
Im Februar 2016 erkämpfte sich Justina di Stasio in Frisco/USA in der Gewichtsklasse bis 75 kg erneut den panamerikanischen Meistertitel und im Oktober 2016 wurde sie in Corum/Türkei in der gleichen Gewichtsklasse Universitäten-Weltmeisterin.
2017 gewann sie in Lauro de Freitas/Brasilien in der Gewichtsklasse bis 75 kg zum dritten Mal in Folge den panamerikanischen Meistertitel. 2017 setzte sie sich in der kanadischen WM-Qualifikation gegen die Olympiasiegerin des Vorjahres Erica Wiebe durch und vertrat deshalb ihr Land bei der Weltmeisterschaft in Paris. Sie siegte dort über Switlana Sajenko, Moldawien und Pooja Pooja, Indien, verlor dann gegen Wassilissa Marsaljuk, erkämpfte sich aber anschließend mit Siegen über Aiperi Medet Kizi, Kirgisistan und Paliha Paliha, China noch eine Bronzemedaille.
Nach einer Gewichtsklassenreform durch den Ringer-Weltverband (UWW) startete sie 2018 bei der Weltmeisterschaft in Budapest in der Gewichtsklasse bis 72 kg. Sie stellte sich dort in hervorragender Form vor und wurde mit Siegen über Alexandra Anghel, Rumänien, Martina Kuenz, Österreich, Samar Amer Ibrahim Hamza, Ägypten und Nasanburmaa Ochirbat, Mongolei, erstmals Weltmeisterin.
2019 wurde sie bei den Panamerikanischen Spielen in Lima wiederum Siegerin in der Gewichtsklasse bis 76 kg Körpergewicht. Im Finala besiegte sie dabei Aline da Silva Ferreira, Brasilien.

## Internationale Erfolge
| Jahr | Platz | Wettbewerb                                                   | Gewichtsklasse | Ergebnisse |
| 2011 | 7.    | Junioren-WM in Bukarest                                      | bis 72 kg      | nach Siegen über Akie 'Arai, Japan und Katarina Tschaikowa, Weißrussland und einer Niederlage gegen Zhou Feng, China                                                           |
| 2012 | 5.    | Junioren-WM in Pattaya                                       | bis 72 kg      | Siegerin: Zhou Feng vor Cynthia Vanessa Vescan, Frankreich |
| 2013 | 2.    | Austrian-Ladies-Open in Götzis                               | bis 72 kg      | hinter Marina Gastl, Österreich |
| 2014 | 3.    | Großer Preis von Deutschland in Dormagen                     | bis 69 kg      | hinter Aline Focken, Deutschland und Cynthia Vanessa Vescan |
| 2014 | 3.    | Panamerikanische Meisterschaft in Mexiko-Stadt               | bis 67 kg      | nach Siegen über Diana Arroyo Cruz, Peru und Gloria Zabala, Venezuela, einer Niederlage gegen Maria de Candida, Kuba und einem Sieg über Karina Feliz, Dominikanische Republik |
| 2014 | 2.    | Copa Brasil in Rio de Janeiro                                | bis 69 kg      | hinter Dorothy Yeats, Kanada |
| 2015 | 1.    | "Dave-Schultz-Memorial-International" in Colorado Springs    | bis 75 kg      | vor Iris Smith, USA |
| 2015 | 1.    | Panamerikanische Meisterschaft in Santiago de Chile          | bis 75 kg      | vor Lisset Hechevarria Medina, Kuba und Aline da Silva Ferreira, Brasilien |
| 2015 | 1.    | Intern. Turnier in Olympia/Griechenland                      | bis 75 kg      | vor Erica Wiebe, Kanada und Switlana Sajenko, Moldawien |
| 2015 | 3.    | Großer Preis von Deutschland in Dormagen                     | bis 75 kg      | hinter Erica Wiebe und Epp Mae, Estland, gemeinsam mit Jekaterina Bukina, Russland                                                                                             |
| 2015 | 2.    | Panamerikanische Spiele in Toronto                           | bi 75 kg       | hinter Adeline Gray, USA, vor Lisset Hechevarria Medina und Aline da Silva Ferreira                                                                                            |
| 2015 | 19.   | WM in las Vegas                                              | bis 75 kg      | nach einer Niederlage gegen Wassilissa Marsaljuk |
| 2016 | 1.    | Panamerikanische Meisterschaft in Frisco/USA                 | bis 75 kg      | vor Andrea Carolina Olaya Gutierrez, Kolumbien, Aline da Silva Ferreira und Jarismit Weffer Guanipa, Venezuela                                                                 |
| 2016 | 1.    | Universitäten-WM in Corum/Türkei                             | bis 75 kg      | vor Cynthia Vanessa Vescan, Davaatseren Buyanjargal, Mongolei und Kristina Dudajewa, Russland                                                                                  |
| 2017 | 1.    | Klippan-Lady-Open                                            | bis 75 kg      | vor Erica Wiebe, Alena Starodubzewa, Russland und Epp Mae |
| 2017 | 1.    | Panamerikanische Meisterschaft in Lauro de Freitas/Brasilien | bis 75 kg      | vor Aline da Silva Ferreira, Victoria Francis, USA und Andrea Carolina Olaya Gutierrez                                                                                         |
| 2017 | 1.    | Großer Preis von Deutschland in Dormagen                     | bis 75 kg      | vor Aline Rotter-Focken und Maria Selmaier, bde. Deutschland |
| 2017 | 3.    | WM in Paris                                                  | bis 75 kg      | nach Siegen über Switlana Sajenko und Pooja Pooja, Indien, einer Niederlage gegen Wassilissa Marsaljuk und Siegen über Aiperi Medet Kizi, Kirgisistan und Paliha Paliha, China |
| 2018 | 2.    | Canada-Cup in Guelph                                         | bis 76 kg      | hinter Erica Wiebe, vor Ye Yuqing, China |
| 2018 | 3.    | Großer Preis von Spanien in Madrid                           | bis 76 kg      | hinter Erica Wiebe und Adeline Gray |
| 2018 | 1.    | WM in Budapest                                               | bis 72 kg      | nach Siegen über Alexandra Anghel, Rumänien, Martina Kuenz, Österreich, Samar Amer Ibrahim Hamza, Ägypten und Nasanburmaa Ochirbat, Mongolei                                   |
| 2019 | 2.    | Canada-Cup in Calgary                                        | bis 76 kg      | hinter Erica Wiebe, vor Aline da Silva Ferreira und Gracelynn Doogan, Kanada                                                                                                   |
| 2019 | 1.    | Panamerikanische Spiele in Lima                              | bis 76 kg      | vor Aline da Silva Ferreira, Mabelkis Capote Perez, Kuba und Andrea Carolina Olaya Gutierrez, Kolumbien                                                                        |

Erläuterungen
- alle Wettkämpfe im freien Stil
- WM = Weltmeisterschaft